# バイトテロ
バイトテロとは、アルバイト・従業員が職場で適切ではない行為、またその様子をスマートフォンなどで撮影し、TwitterやYouTubeなどのSNS・動画共有サイトに投稿して炎上する不祥事のことだ。典型的には、飲食店や小売店の従業員が、勤務先の商品（特に食品）や什器その他の備品を使用していたずら・悪ふざけを行い、SNS上で炎上することをいう。スマートフォンの普及により、SNSへの動画投稿が容易になったことで事案は年々増加している。
発生した企業・店舗（およびグループ会社・同業者全体）に対する社会的なイメージダウンを引き起こすのみならず、返金や商品の返品・交換および消毒、最悪の場合は発生したフランチャイズ店舗の契約解除・閉店や巨額の損害賠償請求も発生することから「アルバイトによるテロ行為」として「バイトテロ」と呼ばれる。

## 語源
当時はまだ「バイトテロ」の名はなかったものの「バイトテロ」に当たる行為は、2007年（平成19年）11月30日、日本の動画配信関連サービス「ニコニコ動画」に『【吉野家で】メガ牛丼に対抗して、テラ豚丼をやってみた【フリーダム】』という動画が投稿されたテラ豚丼事件がインターネットを介した初のバイトテロ事例とされる。
2013年（平成25年）の夏に日本国内各地で頻発して「バカッター」が社会問題化した際、ニュースサイト秒刊SUNDAYが「バイトによるテロ行為」と表現し、略して「バイトテロ」と報道した。その後Twitterを中心に「バイトテロ」と呼ばれるようになり、J-CASTなどのニュースサイトも「バイトテロ」の語を使用し始める。
同年9月8日には『スーパーJチャンネル』で「若者に急増中! “バイトテロ”の実態とは?」と題する特集が放送された。『スーパーJチャンネル』の特集以降は、読売新聞・産経新聞などの新聞でも「バイトテロ」の呼称が使われるようになった。
2015年5月『警視庁捜査一課9係season10』第4話では、バイトテロが題材として描かれた。
「バイトテロ」という呼称は、ドイツ語由来の「アルバイト」（ドイツ語: Arbeit）の日本語省略形「バイト」と英語由来の「テロリズム」（英語: terrorism）ないし「テロリスト」（英語: terrorist）の日本語省略形「テロ」を組み合わせた和製外来語だが、従業員が就業中に悪ふざけを行って、その様子をSNSやYouTubeなどの動画共有サイトにアップロードする行為は日本だけの社会問題ではない。一例を挙げると、2008年にアメリカ合衆国のオハイオ州でバーガーキングの店員が、厨房の流し台で入浴する様子をMyspaceにアップロードして炎上する騒動が起きている。

## バイトテロの定義
個人のブログやTwitter、TikTokを始めとするSNSにおける不適切な発言や写真投稿に対して批判が殺到する「炎上」の一類型であるとされ、また、問題の投稿に対して批判する側が集団でエスカレートして行く状況について「祭り」の一種と見る向きもある。Instagramに追加されたストーリーズ（ストーリー）機能では、投稿した写真や動画・ライブ配信が24時間以内に削除される仕様になっているため、投稿してから消去されるまでの間にダウンロードされ、Twitterなどで再投稿されることでより拡散（複製）される事例も発生している。

### バイトテロに当たる行為
「バイトテロ」と呼ばれる行為の多くはアルバイト店員が商品や什器を使用して悪ふざけを行う様子を撮影し、写真や動画をSNSに投稿する行為のことを指す（廃棄する予定の食品や什器を使用した悪ふざけも含む）。大半は悪ふざけの実行者と撮影者の2名以上が関与しているが、単独でも不可能ではない。また、監視カメラに記録されていた有名人のプライベートな映像や写真を無断でSNSに公開するなどの行為も含まれる。

### バイトテロに当たらない行為
実行者が店員でなく、一般客の場合は「バイトテロ」には該当しない。こうした事例は、2013年8月19日に群馬県内のカスミで来客がアイスケースに入り商品の上に寝そべる写真をTwitterに投稿した事件や、2016年12月に愛知県常滑市のコンビニ店で来客がおでんを突く様子を動画共有サイトに投稿した事件などがある。後者の客は「おでんツンツン男」として話題になった。

バイトテロや一般客の悪ふざけ、未成年者の飲酒・喫煙、児童虐待、飲酒運転、無銭飲食、脱法ハーブ、盗撮、キセル乗車、万引きなどの問題行為を、Twitterで自慢する行為を総称した「バカッター」という造語もあり、この「バカッター」は自由国民社が主催するユーキャン新語・流行語大賞および未来検索ブラジル他が開催するネット流行語大賞にノミネートされた。このうち後者「ネット流行語大賞」の一般投票では4位にランクインしており、結果の発表後にJ-CASTでは、2013年にアクセス数の多かった記事についての回顧特集で
| 「 | 今夏、ツイッターでヘマをやらかし「炎上」した人は計30人以上、最盛期には毎日のように話題になった。中には被害届が出て警察沙汰にまで発展したケースもある（略）あまりにも連日かつ数が多すぎて、フォローが追いつかないほどだった。 | 」 |

と、バイトテロを含む「バカッター」に関する話題が年間アクセス数で上位を占めた結果について論評している。

## 法的な問題点
刑事においては信用毀損罪・業務妨害罪などに該当する。また、商品や什器を破壊した場合は器物損壊罪、不衛生な状態に置かれた食品を販売・提供した場合は食品衛生法違反にもなる。
民事では什器のクリーニングや顧客に対する返金、商品の返品・交換、また営業休止や閉店に追い込まれた場合、契約解除に対する取引先への違約金や、バイトテロと無関係な従業員を解雇する際の給与の補償、テナント立ち退き料などが発生する。実際にバイトテロを直接の動機として閉店に追い込まれた、後述のブロンコビリーやそば屋「泰尚」の事件では元店員に対する巨額の損害賠償請求が見込まれていたが、泰尚の事件では2015年（平成27年）3月に元アルバイト店員らが連帯して200万円を店側に支払うことで和解が成立した。
また、バイトテロの現場を撮影してSNSにアップロードした撮影者も、実行者と同様の法的な責任を問われる。客として不法行為を成したケースも、その客自身が法的な責任を問われる。

## 対策と啓発
不法な撮影を防止するため、デジタルカメラ・カメラ付き携帯電話やスマートフォン・タブレット、スマートウォッチなどのデジタル端末を職場内（店舗内）への持ち込みや、就業時間内の使用を禁止にすることも方法の1つだが、現代の携帯電話やスマートフォンの普及状況と、デジタル端末に頼らない連絡の不便さを考えると、単純な持参や休憩時間の使用まで規制することは難しい。
NTTアイティは2013年、SNSで問題投稿が行われた際に運営者へ自動通知するサービス「評Ban」の監視対象に「バイトテロ」を含めるバージョンアップ（Ver.3.1）を実施した。
神奈川県は2013年11月、バイトテロを含む悪ふざけの様子を撮影してSNSで共有する行為の法的リスクに対する啓発用のポスターを作成し、県内の高校や大学、駅に掲示した。
また中華人民共和国ではバイトテロ対策として、厨房の内部を店内放送で顧客に公開して監視させることで、従業員による不適切行動の予防を図っている例も確認されている。

### バイトテロと「ブラック企業」批判
一般的にバイトテロは「良識に欠けた若年の日本人従業員による悪ふざけ行為」として捉えられることが多いが、その裏面で、バイトテロの発生した業種（主に飲食店や小売店）や従業員に共通することとして以下のことが遠因であると指摘する声も一部にある。
- 賃金が最低賃金と同額ないし、わずかに上回る程度しかないうえ、賞与が出ないため手取り額が安い（仮に正社員の雇用であっても、賞与が出るとは限らない）。
- 低賃金かつ休み（店舗全体の休業日）がほとんどないため、従業員の就労意欲（モチベーション）の維持が困難。
  - 24時間営業、または土・日曜日・祝日・年末年始も休まず営業している（深夜営業がない）店舗もあり、土・日曜日や祝日はほとんど休みを取ることができない。
  - 土・日曜日・祝日・年末年始もシフトに入るのを必須としているにもかかわらず、時給が平日と同額で、割増賃金が一切出ない。
  - 「土・日曜日・祝日・年末年始のシフト」に対する代替として、平日を休みに充てることもあるが、それでも完全週休2日にならないこともある（平日が休みであることに対するメリットがない）。
- 本社（グループの持株会社・フランチャイズ本部）および経営陣の負うべき社会的責任を一切明示していない。
  - ただでさえサービス残業（長時間労働）を強いられている（非正規）社員の店員や、雇われ店長が出入りの激しいアルバイト店員を適切に管理できていない。
  - 本社も負うべき責任を全て支店長や末端の労働者に転嫁している。

今野晴貴や藤田孝典らは、これまでにバイトテロが発生してきた業態や企業が、いわゆる「ブラック企業」や「ブラックバイト」に分類される職種や企業に極度に集中していることを指摘しており、バイトテロの再発防止は当事者に対する厳罰化だけでは不十分で、全ての労働者がその労働に対する意識や愛着が高まるよう、賃金等の待遇や労働環境自体を改善していかなければ根絶は難しいだろうとしている。
窪田順生は、少子高齢化や、中学生（中卒者）の就職率・採用率の低下に伴う生産年齢人口の減少と人手不足から、中卒者の代わりに外国人労働者（技能実習生）をアルバイトに従事させる際、奴隷労働的な現状の労働環境を国際水準から見て適切なものとしなければ、単なる「悪ふざけ」ではない「雇用元企業に対する反撃」を目的とした、顧客の生命や財産に直接危害を及ぼすような本物のテロリズムの要素を孕んだバイトテロを誘発しかねず、単なる一企業の株価や企業イメージの毀損のみならず、雇用元・就業者双方の政府を巻き込んだ国際的な人権問題にまで発展しうる危険性を指摘している。

## 事例
特に大きく報道された事例には以下のようなものがある。

### 2000年代
- 2005年
  - 8月 - 東京で開催されたコミックマーケットにネイサンズが移動販売店で出店中、そこで働いていた女性アルバイト店員が客の容姿を揶揄し「きんもーっ☆」[29]など、侮蔑するような表現を個人のブログに掲載した。後に投稿内容は削除されたものの炎上は止まらなかった。インターネット上ではネイサンズの使用者としての責任を問う声が相次ぎ、同社のWebサイトに謝罪文が掲載されるまでに至った[30]。

- 2007年
  - 7月 - 吉野家の厨房内で男性アルバイト店員がメニューにない超大盛り豚丼を「テラ豚丼」と称して作る様子を撮影し、ニコニコ動画に『【吉野家で】メガ牛丼に対抗して、テラ豚丼をやってみた【フリーダム】』と投稿した。投稿者がコメントに「盛り付けた肉を鍋へ戻した」旨の投稿をしたことから、閲覧者からは「食べ物を粗末にするな」「不衛生である」などの苦情が同社に相次いで寄せられ、同社はすぐに調査を開始し、当日中に店舗及びアルバイト店員をほぼ特定したと公表した上で謝罪した。
  - 10月 - KFCに2007年10月まで働いていた高校生が、10月7日にmixiに「ってかね、ゴキブリって油で揚げてもなかなか死なないんだよー(中略)実験協力：ケン○ッキー」と投稿し、同年12月5日午前2時頃には「(同年7月の吉野家のテラ豚丼事件について)おもしろすぎでしょ バイトしてればそんなことやっちゃうよねー ケン◯ッキーでゴキブリ揚げたてムービー撮ればよかった」と投稿し、コメント欄に批判が殺到。同日の夜に高校生と保護者はKFCに謝罪し、高校生から冗談で書いたという説明があり、KFCは店の仕組みからしてゴキブリを揚げるのは不可能でゴキブリを揚げた事実はなかったとした。[31]

### 2010年代
- 2013年
  - 6月17日 - ローソン高知鴨部店で男性アルバイト店員がアイスケースに入り込んで寝そべった状態の写真をFacebookに投稿し、「不衛生だ」と炎上した[32]。騒動を重くみたローソンは問題が発生した店舗のフランチャイズ契約を解除し、当面休業とする措置に踏み切った[33]。
  - 7月19日 - 神奈川県内のファミリーマートで店員が防犯カメラに記録されていたJリーガーの来店時の映像をTwitterで公開した[34]。この店員はTwitterのプロフィール欄で本名と在籍中の大学名を公表していた。ファミリーマート本部に抗議や問い合わせが殺到し、7月20日付でお詫びの声明が発表された[35]。
  - 8月5日 - ブロンコビリー足立梅島店で、店員が冷蔵庫に入ってふざけた様子を別の店員が撮影し、Twitterに投稿した[36]。12日にブロンコビリーは足立梅島店の閉店を臨時取締役会で決定し、解雇した元アルバイト店員に対する損害賠償請求を検討していると報じられた[37]。
  - 8月5日 ミニストップで東京国際大学の学生アルバイトがV字開脚した状態で股間にバーコードリーダーをあてる写真が2013年7月中旬に出回った。「きめーあんな糞コンビニ絶対辞めてやるてか潰す！！！うぜーから金庫にチンゲいれといたわ！」という投稿に画像が添付されていた。同年8月5日に炎上する。ミニストップは警察に届け調査と対応を依頼した。[38]
  - 8月9日 - 東京都多摩市馬引沢（永山駅付近）のそば屋「泰尚」[39]で店員の多摩大学生が、業務用の食器洗浄機や冷蔵庫に寝そべった状態で入りながらはしゃぐ様子を撮影した写真をTwitterに7月6日に投稿し、翌月に問題となった[40]。詳細は、多摩大学生バイトテロ事件を参照。
「泰尚」では前年9月に創業者が自殺で亡くなり、創業者の妻が社長となって、3か所あった店舗を1店舗に経営縮小して会社再建の途中だったが、この事件が原因で「不衛生だ」との非難が殺到して営業停止に追い込まれ、再開することなく同年10月9日に東京地裁から破産手続開始の決定を受けた[40][41]。同年12月には『日経ビジネス』に会社再建の道をバイトテロによって絶たれた無念の思いを綴る元社長（創業者の妻）の手記が掲載された[42]。バイトテロは大手チェーン店での発生が多く、経営体力があれば本部で処分などをして対応し信頼回復することも可能だが、この事件では個人営業の飲食店がバイトテロによって閉店・破産にまで追い込まれたという点で特筆される。
  - 8月18日 - ピザハット高井戸店で、店員が顔面にピザ生地を張り付けた写真に「ピザって息できないんだな。お休み地球」とコメントを添えてTwitterに投稿した[43][44]。運営会社の日本ケンタッキー・フライド・チキンでは社内調査の結果、悪ふざけに使われたピザは閉店後の廃棄食材であったとしながらも「食品を扱う立場として断じてあってはならない行為」として、お詫びの声明と問題を起こした店員に対する「厳正な処分」を行う方針を発表した[43]。
  - 8月25日 - ピザーラ東大和店の従業員が、キッチンの冷蔵庫やシンクに入ってピースサインをするなどの悪ふざけを行い、その写真を投稿した。同店は営業停止、保存食材の廃棄、冷蔵庫などの清掃を行うこととなり、運営会社のフォーシーズは店員に厳正な処分を課す方針を明らかにした[45]。ピザーラ東大和店のフランチャイジーであった企業は、信用失墜に陥り2015年10月に事業を停止。2016年7月27日に東京地裁から破産手続開始の決定を受けた[46]。
  - 9月16日 - 成田国際空港内の土産店で、俳優が買い物をした際のクレジットカード伝票画像を店員がTwitterに投稿した。店を運営するNAAリテイリングは俳優の所属事務所に謝罪した[47]。同月26日、画像を投稿したパート社員女性(19歳)を懲戒解雇し、画像を撮影した派遣社員女性(23歳)の派遣契約を解除したと発表した。

- 2015年
  - 3月から4月まで - すき家でアルバイトしていた女子高生が、店内で撮影した自身のヌードや性器等のわいせつ画像を投稿[48]。同社は本人に事情聴取した上で処分したが、担当者は取材に対し「なぜこんなことをしたのか（本人から話を聞いても）動機がわからない。Twitterには上司の悪口も書き込まれていたが、仕事への不満というより『本人の趣味』としか思えない」と語った[48]。

- 2016年
  - 1月18日 - 登別グランドホテルで高校生のアルバイトが食器を洗うためのシンクに全裸で入浴している姿を撮影しツイート[49][50]。

- 2018年
  - 3月頃 - バーミヤンで、男性アルバイト店員が調理中の中華鍋から燃え上がる火でタバコに火をつけ、吸い始める様子を撮影した動画が投稿された。立て続けにバイトテロが起きる中、2019年2月にTwitterで拡散され、同月10日に会社が謝罪文を公表した。なお、深夜のオーダーストップ後であり、調理された料理は提供されていないことを確認したとのこと[51]。
  - 4月頃 - マクドナルドで、男性アルバイト店員が配達バイクを運転中、交通ルールを無視した疑いのある動画が投稿された。Twitterで2019年2月16日頃出回る[52]。
  - 4月頃 - 静岡県内のイエローハットで店員2人が商品のタイヤを蹴ったり、客の取り置き商品に放火する動画が投稿された。2人は2019年4月25日に放火未遂で逮捕された。2つの店舗で6人が関与したことが明らかになっている[53][54]
  - 7月頃 - 大戸屋ごはん処りんくうシークル店では、マスクを被った男性店員が下半身丸出しで盆を陰部に当て、他の店員2人とその仲間が動画を撮影し投稿する事件が発生。また同一人物と思われる男性店員が食べ物を口の中に入れて吐き出すという不適切な動画も上げられた。Twitterで2019年2月16日頃に出回る[55]。大戸屋はアルバイト店員3人を懲戒解雇処分とし法的措置を検討しているが、動画を投稿した店員の仲間の特定には至っていない。この不適切行動に対し、2019年3月12日に全店一斉休業して店舗清掃と従業員研修を行った[56][57][58]。
  - 11月頃 - TSUTAYA荒尾店に勤務する防弾少年団ファンの女性店員が、男性客の同グループへの批判を聞き、腹を立てツイッター上に「個人情報を取り扱う仕事上名前から性癖まで暴露可能」と投稿。インターネット上で女性の働いていた店や名前が特定され、TSUTAYAは公式サイトで謝罪した。
  - 12月6日 - ビッグエコーで、から揚げを床にこすり付けてから揚げるという不適切な動画が投稿された。2019年2月にTwitterで拡散された[59]。

- 2019年
  - 不明 - アート引越センターの従業員がトラック内にて全裸で縛り付けられた上で別の男性が縛り付けられた男性に向けてゴムをはじく動画がSNS上に拡散されていることが2023年6月に発覚。同社は「従業員の不適切行為だった」と認め、謝罪した[60]。
  - 1月18日 - すき家で、「くびかくご」というメッセージが添えられ、男性店員が奇声を発しながら氷を床に投げ、近くにいた別の男性店員がおたまを股間に挟むという不適切な動画がInstagramのストーリー機能で投稿された。同年1月にインターネットで拡散[61][62]。同月に、動画内の2人と撮影者1人の3人を退職処分とした。
  - 2月4日 - くら寿司守口店で、学生アルバイトが、ごみ箱に廃棄した魚を拾い再度調理する動画がInstagramのストーリー機能で投稿された。なお、動画には「きちがいではないって。」というメッセージが貼られていた。騒動を重く見たくらコーポレーションはこの店員2人を懲戒解雇処分としたと同時に刑事および民事での法的措置を取ることを発表した[63][64]。
  - 2月7日 - セブンイレブン横浜高島台店で、玉川大学の学生アルバイトが「このしらたきカワイイ」と言って販売中のおでんのしらたきを頬張った後に吐き出し、「パンケーキ食べたい」（夢屋まさるのネタ）と言い出し、踊りながら商品のたばこを触るなどの不適切な行動をした動画を投稿していた[65]。オーナーはこの店員2人を2月9日付けで懲戒解雇処分とした上で法的措置を含む処分を検討していることを発表した[66]。
  - 2月頃 - 愛知県刈谷市内のファミリーマートで、男性アルバイト店員が商品を袋に入れる際、商品のパッケージやペットボトルの飲み口をなめる様子を撮影し投稿していた。オーナーはこの2人を2月11日付けで解雇している [67]。

### 2020年代
- 2021年
  - 3月頃 - 大阪市内のファミリーマートで、店員3名（撮影者1名とモニターを見る男性2名）が店舗事務所にある防犯モニターで、レジ上にあるカメラから女性の胸元が見えることに喜ぶ姿をスマートフォンで動画撮影。同年6月3日にTikTokへ投稿された。6月5日、YouTuberのコレコレがリスナーからの相談でチャンネルに取り上げられ話題になった。対象となるTikTokのアカウントは既に削除されている。同社は6月4日時点で把握をしており、該当する店員は既に退職しているが、厳正に対処する予定[68]。
  - 6月4日21時頃 - ドミノ・ピザで、従業員2人がシェイクを作るためのヘラで、シェイクをすくって舐め、その様子をスマートフォンで動画撮影。インスタグラムのストーリーズに投稿した。YouTuberのコレコレがリスナー（従業員のフォロワー）からの相談でチャンネルに取り上げられ話題になり、配信中に従業員と思われる鍵付きアカウントが削除された。同社へも同様に通報があり、対象者を同月16日付けで解雇した上で法的措置も検討する[69][70]。
  - 6月12日夕方頃 - 福岡県内のCoCo壱番屋で、学生アルバイトが賄いのカレーに自身の陰毛を抜き取りそれを振りかけ、スマートフォンで動画撮影したものを鍵付きアカウントによるインスタグラムのストーリーズに投稿し、翌13日にツイッターへ転載した。周りで数人がその行為を見て楽しんでいたという。しかし、他店舗から本部に通報があり発覚。同社は規定に則って厳正な対処を行う予定[71][72]。

- 2023年
  - 1月25日 - セブンイレブン東与賀下古賀店で、高校生の店員らがフライドポテトをつまみ食いする行為や店内で悪ふざけをする動画をスマートフォンで撮影し、TikTok及びTwitterに投稿した。同社は全員18歳未満であることを理由に詳細を明かしていないが、該当者は全員退職した[73][74] 。
  - 2月6日 - 派遣従業員が東京ディズニーセレブレーションホテルのレストランにてジュースを手にふざけている動画を撮影し、SNSに投稿・拡散した。ブライトンコーポレーションは事実を認めた上で再発防止に務めるコメントを出した[75][76]。
  - 6月5日 - ENEOS系列のあるガソリンスタンド[注釈 5]勤務のアルバイト従業員が、自身のTwitterに「庵野秀明が来店した」との旨のコメントに加え、庵野本人のものとみられる署名入りのクレジットカード伝票の画像を投稿して炎上しその後アカウントを削除。翌日、ENEOSは『ねとらぼ』の取材に対し、調査を行いこの伝票が自社系列のガソリンスタンド発行のものだったと認め「個人情報保護法の順守を改めて指導する」と謝罪した[77]。
  - 11月28日 - 群馬県内のカインズで従業員がトイレットペーパーを放り投げながら売場に陳列する様子を撮影した動画が2024年10月にSNS上に投稿・拡散した。同社広報部は該当従業員は既に同年春に自己都合で退職しているとした上で「あってはならない行為だと深く反省しております」とのコメントを発表した[78]。
- 2024年
  - 2月2日 - 埼玉県北足立郡伊奈町にあるしゃぶ葉の厨房内で、同店アルバイトが別の店員から羽交い絞めにされ、ホイップクリームを口に流し込まれる動画を撮影しそれをSNSに投稿し、炎上・拡散した。5日、店舗を運営するすかいらーくホールディングスは、自社のプレスリリースやJ-CASTの取材などで、この動画が2日の閉店後に撮影されたこと、ホイップクリームは廃棄予定で客に提供された物では無かったとした上で「食材管理に関するルールはもちろん、不適切な行為並びに投稿をしないよう、マニュアル、ルールを定め、入社時に説明のうえ誓約書を提出するなど、教育指導をしていたが、本件を重く受け止め、再発防止に努める」と謝罪した[79][80]。
  - 2月12日 - 兵庫県尼崎市内のドミノ・ピザでアルバイト従業員が鼻の穴に入れた指をそのままピザの生地に触れる様子を撮影した動画をSNSに投稿・拡散した。ドミノ・ピザは該当店舗にあったピザ生地を全て廃棄処分にすると同時に営業を停止。従業員についても解雇処分とした[81][82]。
- 2025年
  - 3月26日 - 神奈川県横浜市都筑区の109シネマズ港北において、アルバイト従業員がポップコーンが入った袋に顔をうずめながら、食べる様子を撮影した動画が2025年6月に拡散され炎上した[83][84]。これを受けて、109シネマズを運営している東急レクリエーションは同月27日に謝罪すると共に法的措置も検討していることを発表した[84][85]。
  - 6月17日 - 神奈川県横浜市港北区の東急ストア綱島駅前店にて、同日に納品された袋麺及びカップ麺商品が入った段ボール箱を投げまくっている様子を撮影した動画が2025年7月に拡散され炎上した。これを受けて、東急ストアは同月10日に謝罪すると共に商品の取り扱いや職場の規律などの周知徹底を行った[86][87]。